# Camptotypus cognatus
Camptotypus cognatus är en stekelart som först beskrevs av Jules Tosquinet 1896.
Camptotypus cognatus ingår i släktet Camptotypus och familjen brokparasitsteklar. Inga underarter finns listade.